# Reginald Dehoff

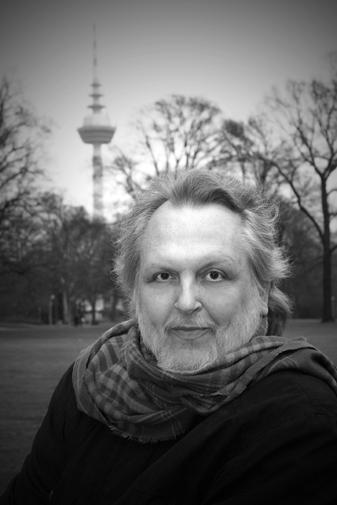
Reginald Dehoff

Reginald Paul Dehoff (* 7. Juli 1947 in Worms; † 11. Dezember 2006 in Mannheim) war ein deutscher Schauspieler und Sänger.

## Leben
Im Alter von neun Jahren begann Dehoff eine Gesangsausbildung. Mit 16 Jahren begann er eine Verwaltungslehre und wurde im Anschluss als Verwaltungsbeamter angestellt. Von 1973 bis 1978 war er nebenberuflich als Schauspieler/Regisseur am Kleinen Theater in Worms, wo er die elf darauffolgenden Jahre als Künstlerischer Leiter arbeitete. Dehoff absolvierte das Studium der Musikgeschichte. Nach 25 Dienstjahren stieg er 1990 aus dem Öffentlichen Dienst als Stadtoberinspektor aus.
In den nachfolgenden sieben Spielzeiten war er Mitglied des Nationaltheaters Mannheim. Als Dozent an der Theaterakademie Mannheim arbeitete er von 1995 bis 1998. Parallel zu seinen Tätigkeiten als Regisseur, Schauspieler, Sänger, Synchronsprecher und Journalist schrieb er von 1996 bis 2006 freiberuflich Zeitungsberichte für die Rhein-Neckar-Zeitung in Heidelberg.
Die Presse verlieh ihm ante mortem den Ehrentitel „Mannheimer Kleinkunst-Fürst“. Im Frühjahr 2006 wurde er mit dem Kulturpreis des Bundes der Selbständigen ausgezeichnet.